# Assassin (gruppo musicale francese)
Gli Assassin sono un gruppo hip hop francese proveniente dal 18º Arrondissement di Parigi, e formato nel 1985 da Rockin' Squat e Solo. Successivamente, Doctor L entrò a far parte del gruppo così come DJ Clyde. Il gruppo ha avuto una presenza molto significativa nel panorama dell'underground hip hop francese, soprattutto negli anni 1980 e anni 1990 spaziando soprattutto nell'hardcore con liriche dedicate all'ineguaglianza sociale. Durante gli anni novanta hanno effettuato diversi tour nazionali.
Figlio dell'attore Jean-Pierre Cassel e fratello dell'attore Vincent Cassel, Rockin' Squat ha cercato nel corso di un quindicennio di rappresentare quello che erano stati KRS-One or Chuck D per gli Stati Uniti. Il gruppo è ancora in attività anche se Rockin' Squat ha intrapreso dal 2002 anche una carriera solista.

## Discografia

### Assassin
- 1991: Note mon nom sur ta liste (Maxi)
- 1993: Le futur que nous reserve-t-il? (album) (Assassin Productions/Delabel)
- 1993: Non à cette éducation (EP)
- 1995: L'homicide volontaire (album) (Assassin Productions/Delabel), re-released on Virgin France[2]
- 1995: L'odyssée suit son cours (maxi)
- 1995: Shoota Babylone (maxi)
- 1996 : Écrire contre l'oubli (EP), re-released on EMI[2]; #32 France[3]
- 1996: Underground Connexion (maxi)
- 1998: 'Wake up (maxi)
- 2000 : Touche d'espoir (album) (Assassin Productions/Delabel), re-released on Virgin France[2]; #11 France[3]
- 2001 : Perspective (maxi)
- 2002 : Assassin live (album live à l'Olympia), re-released on EMI[2]; #12 France[3]
- 2004: Perles rares (1989 - 2002) (Livin'Astro), re-released on EMI[2]
- 2004: Le futur, que nous reserve-t-il? (Réédition) (Livin'Astro), re-released on EMI[2]
- 2005: Touche d'espoir (Edition 2005) (Livin'Astro)
- 2005: Note mon nom sur ta liste (Réédition) (Livin'Astro)
- 2006: Académie Mythique (Best of CD & DVD) (Livin' Astro), re-released on EMI[2]

### Rockin' Squat
- 2002: "Illegal mixtapes" (Street album) (Assassin Productions)
- 2003: "Illegal mixtapes 2" (Street album) (Livin'Astro)
- 2004: "Libre vs démocratie fasciste" (EP) (Livin'Astro)
- 2007: "Too hot for TV" (EP) (Livin'Astro)
- 2008: "Confession d'un enfant du siècle" (Album) (Livin'Astro) out soon!